# Вихорнов Костянтин Миколайович
Костянтин Миколайович Вихорнов нар. 8 лютого 1964, Москва) — радянський і український футболіст, що грав на позиції як захисника, так і нападника та півзахисника. Відомий за виступами у складі сімферопольської «Таврії» у першій лізі, а також у низці інших клубів першої та другої ліг.

## Клубна кар'єра
Костянтин Вихорнов народився в Москві. Розпочав займатися футболом у Сімферополі, першим його тренером був колишній футболіст місцевої «Таврії» Володимир Стахєєв, пізніше тренувався в іншого колишнього футболіста сімферопольського клубу В'ячеслава Портнова. У 1981 році запрошений до дублюючого складу «Таврії», а у 1983 році дебютував у її основному складі в першій лізі, грав у складі сімферопольського клубу до кінця 1984 року. У 1985 році грав у складі армійської команди другої ліги СКА з Одеси, в якому провів один сезон. У 1987 році запрошений до команди вищої ліги «Шахтар» з Донецька, проте грав лише за дублюючий склад команди. У цьому ж сезоні грав за команду «Ністру» з Кишинева, з якою став переможцем зонального турніру другої ліги, та отримав путівку до першої ліги. У 1988 році повертається до «Таврії», де грав до кінця сезону 1989 року. У 1990 році грав у складі житомирського «Полісся», а в 1991 році знову грав у складі керченського «Океана». У сезоні 1992 року грав у складі російського клубу другої ліги Росії «Аган» з міста Радужний. Пізніше повернувся до Сімферополя, де грав у складі місцевих аматорських команд.